# Канделаки, Гиорги
Гиорги Канделаки (груз. გიორგი კანდელაკი; родился 28 сентября 2001 года) — грузинский футболист, полузащитник немецкого футбольного клуба «Бад-Фильбель».

## Карьера
Гиорги Канделаки в сезоне 2018/19 перешёл в «Телави» из неизвестного клуба. За клуб дебютировал 7 декабря 2018 года в матче 36-го тура Эровнули 2 против «Спартак-Цхинвали», где забил гол. Всего за клуб сыграл 20 матчей, где забил 2 мяча.
1 января 2022 года перешёл в «Бад-Фильбель». Свой первый матч провёл 16 апреля в матче против «Ханау 93». Свой первый гол забил 17 августа в ворота футбольного клуба «Дерзим-Рюссельсхайм».